# كبوشي كابوري
كبوشي كابوري (الاسم العلمي: Cebus kaapori) (بالإنجليزية: Kaapori Capuchin)‏ هو نوع من الحيوانات يتبع جنس الكبوشي من فصيلة السعادين الكبوشية الشكل.